# Barna Hedenhös uppfinner julen
Barna Hedenhös uppfinner julen är en TV-serie som sändes som SVT:s julkalender 2013. Den är inspirerad av berättelserna om Barna Hedenhös av Bertil Almqvist. Handlingen i julkalendern är delvis förlagd till stenåldern, delvis till Stockholm år 2013. Julkalendern vann Kristallen 2014 som "Årets barn- och ungdomsprogram".

## Handling

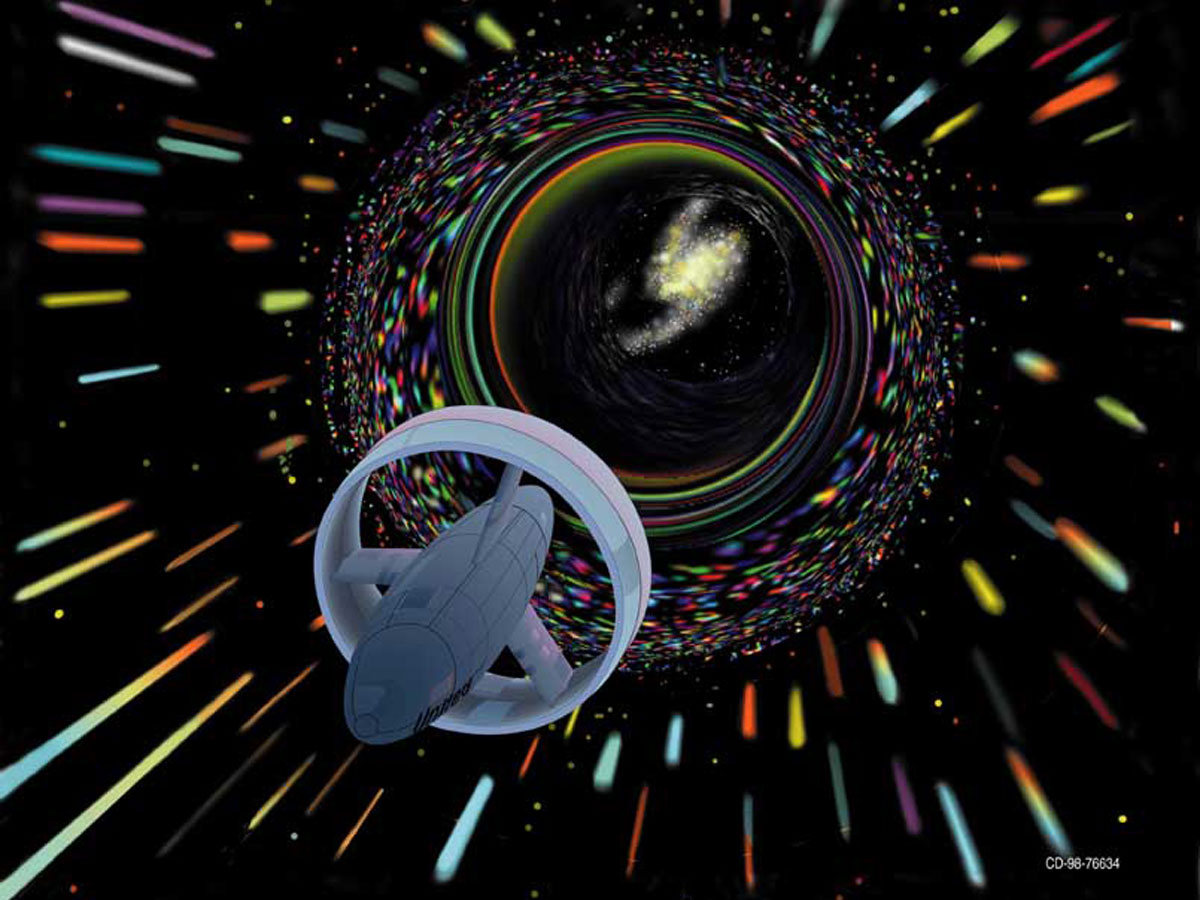
Serien använder sig av idén av det svarta hålet som ett maskhål mellan jorden under stenåldern och jorden år 2013.

Familjen Hedenhös lever på stenåldern. De är en varm familj som alltid är tillsammans, som löser allting tillsammans och tycker om att kramas. Då de får se en starkt lysande stjärna på natthimlen och får de idén att instifta en fest "för stjärnan". Men så slocknar stjärnan och bildar ett svart hål.  Familjen beslutar då att åka och tända stjärnan med hjälp av en trädraket. De får raketen att flyga med hjälp av "sagogryn". De når det svarta hålet, men lyckas inte tända stjärnan och blir istället fast där.
År 2013 lever Stella. Där är julen ännu inte "uppfunnen", så vintern är mörk, ensam och tråkig. Landet styrs av en egoistisk statsminister, Erland, som bara tänker på framtiden, och som bygger en raket för att åka dit genom det svarta hålet. Raketen är placerad vid Kaknästornet som i sin tur är ombyggt till avskjutningsramp. Stellas pappa försummar henne för sitt arbete – med statsministerns raket – och lämpar av henne hos hennes farmor, som driver ett historiskt museum. Även hon är till en början kylig och avvisande. Inspirerad av en runsten som föreställer familjen Hedenhös trotsar Stella Farmors uppmaning om "att inte röra något" och hittar ett sagogryn som hon använder för att önska sig "en familj – som är precis som dom där Hedenhösarna". Hennes önskan får trädraketen att ryckas loss ur det svarta hålet och kraschlanda i museet.
Stella lär känna familjen Hedenhös och dras in i deras gemenskap. Hedenhösarnas försök att komma tillrätta i den moderna tiden leder till mycket komik. Deras försök att komma tillbaka innefattar klappjakt på sagogryn och slutligen en kamp om Erlands raket. Olika jultraditioner "uppfinns" i förbifarten. Familjen Hedenhös kärleksfulla gemenskap inspirerar barnen i den moderna världen att kräva mer kärlek av sina föräldrar, vilket leder till försoning, värme och goda familjerelationer. 
Till slut kan familjen Hedenhös återvända till stenåldern och på vägen tänds det svarta hålet till en stjärna och julen är "uppfunnen".

## Rollista
Familjen Hedenhös
- Pappa Ben – Fredde Granberg
- Mamma Knota – Sissela Benn
- Sten – Romeo Altera
- Flisa – Ella Rae Rappaport
- Bumling – Mira Gustafsson

Stellas familj
- Stella – Mirjam Kjellman
- Sture (Stellas pappa) – Per Andersson
- Farmor – Lotta Tejle

statsministerns familj
- Statsminister Erland – Sten Ljunggren
- Junior (statsministerns son) – Björn Gustafsson

Övriga skådespelare
stenåldern
- Hugge – Mattias Fransson
- Stenåldring – Jan Tiselius
- God granne – Margareta Pettersson

modern tid
- Désirée Swedencrona – Fillie Lyckow
- Janne Napoleon – Göran Engman
- Expedit vid köttdisken – Anki Larsson
- Affärschefen – Jan Modin
- Skolpsykologen – Mats Qviström
- Läraren – Hamadi Khemiri
- Elever – Maja Wirensjö, Felix Laurent och Elliot Nilsson
- Säkerhetsvakten – Filip Berg
- Museivakten – Robert Panzenböck
- Agneta – Stina Rautelin
- Arne – Göran Thorell
- Receptionisten – Nina Zanjani
- Hissvakten – Thomas Gjutarenäfve
- Autografjägarna – Karolina Wedin och Sofia Wedin
- Ove – Linus Eklund Adolphson

## Produktion

### Idé och bakgrund
Det fanns redan 1990 planer att göra en julkalender baserad på barnböckerna om Barna Hedenhös av Bertil Almqvist till julen 1991. Projektledaren Tommy Bennvik skulle "barnen Sten och Flisa bland annat åka vintergata genom Sverige till USA, Egypten och månen". I rollistan sågs Börje Ahlstedt som pappa Ben med Per-Arne Ehlin som manusförfattare.
Men dessa planer lades ner strax efteråt då projektet bedömdes vara för dyrt och istället producerades och sändes Sunes jul det året.

## Avsnitt
| Nr | Handling |
| -- | --- |
| 1  | Det är december 2013 i Stockholm och 11-åriga Stella lämnas att bo hos sin stränga farmor på stadens museum, för Stellas far har fullt upp på arbetet. |
| 2  | Sture jobbar med den elaka statsministerns framtidsraket. Hedenhösarna förbereder sig för att åka och tända stjärnan. På museet hittar Stella ett magiskt sagogryn. |
| 3  | Hedenhösarna lyfter med trädraketen och åker mot det svarta hålet. Stella måste stjäla farmors nycklar för att kunna titta närmare på sagogrynet. |
| 4  | Hedenhösarna kraschlandar genom taket på museet. |
| 5  | Stella träffar hela familjen Hedenhös. När farmor klampar in blir Stella tvungen att lura henne. |
| 6  | Junior snokar på museet. Stella måste gömma familjen Hedenhös och deras raket innan han är framme vid Stenåldersrummet. |
| 7  | Familjen Hedenhös har ett familjeråd för att bestämma om de ska åka hem eller inte. |
| 8  | Stella och Hedenhösarna tar en söndagspromenad. Sten är kär i Stella och vill få hennes uppmärksamhet. |
| 9  | Hedenhösarna ger sig ut på matjakt med yxorna. Ben träffar hövdingen av Stockholm medan familjen hittar ett outtömligt matförråd. |
| 10 | Stella tar med sig Sten och Flisa till skolan. Sten måste desperat kissa och Flisa driver läraren till vansinne. |
| 11 | Stella går i Sten och Flisas stenåldersskola för att lära sig att bli en Hedenhösare. |
| 12 | Familjen Hedenhös ska åka hem när raketen är lagad. Sture är nervös för att saker ska gå fel när statsministern ska testköra framtidsraketen Vasa 2. |
| 13 | Det är dags för Hedenhösarna att åka hem. När barnen ska överraska med frukost blir det strömavbrott. |
| 14 | Stella har gömt sig i raketen, men den kan inte lyfta. Ben har tappat bort påsen med sagogrynen. |
| 15 | Stella och Flisa letar efter det sista sagogrynet. Resten av familjen är bjudna på middag hos statsministern. |
| 16 | Det kommer besökare till museet för att se stenåldersparet samtidigt som skattjakten leder barnen till den mörka källaren. Junior förföljer dem. |
| 17 | Barnen och Junior hittar en ny ledtråd i sökandet efter sagogrynen. Statsministern lurar Ben att vara med i tv. |
| 18 | Junior har stulit sagogrynet till statsministerns framtidsraket. När Sture ska få det att fungera dyker Stella upp. Ben är TV-kändis medan Knota är uttråkad och skaffar sig ett arbete. |
| 19 | Sture får inte bo på museet för farmor. Stella vill få dem att bli sams igen. Ben är en föredetting som vägrar gå upp ur soffan. Knota startar ett uppror på kontoret. Genom ett DNA-test som Sture gör visar det sig att Sture, Stella och hennes farmor är ättlingar till Familjen Hedenhös och om de inte åker tillbaka till stenåldern raderas Sture, Stella och hennes farmor från historien och upphör existera. |
| 20 | Hedenhösarna måste åka hem inom kort annars så kommer Stella, Sture och farmor inte att finnas mer. De behöver komma på en lösning som inte kräver sagogryn. Sten och Flisa måste hämta Knota från kontoret. |
| 21 | Hedenhösarna ska stjäla statsministerns raket för att åka hem. Planen är att Ben ska stänga av larmet exakt klockan tre så att Stella och de andra kan ta sig in osedda. Sedan ska Hedenhösarna mötas i raketen för att åka hem. |
| 22 | Ben är tv-kändis igen och har glömt bort deras plan. Flisa måste rädda honom så att familjen kan åka hem. |
| 23 | Ben är fast i det svarta hålet. Flisa, Sten och Knota vill använda sagogrynet för att få hem honom igen men Ben vägrar. Stella försöker komma på en annan plan. |
| 24 | Familjen Hedenhös tycks vara fast i det svarta hålet, för alltid. Men kan det verkligen sluta så? |

## Papperskalender

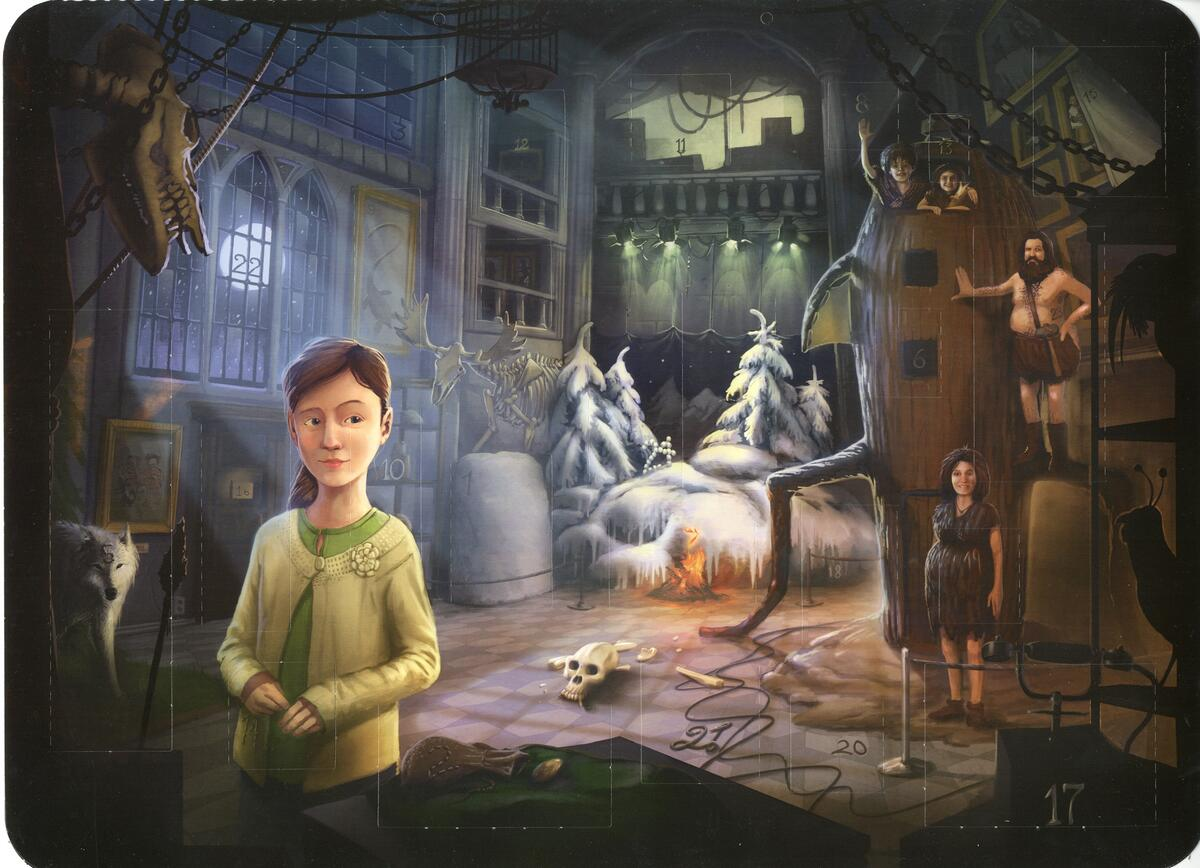
Papperskalendern

Årets papperskalender ritades av Naive AB och föreställer museet där Hedenhösarna har landat med sin rymdraket, i förgrunden står Stella.

## Datorspel
I samband med julkalendern utvecklades ett spel av North Kingdom som bygger på serien vid namn Sagogrynets resa. Spelet släpptes den 1 december 2013 på SVT:s hemsida och som app. I spelet låstes en ny bana upp varje dag från den första december fram till julafton.
Under december månad laddades spelet ner en halv miljon gånger.